# ボーヤイ・ヤーノシュ

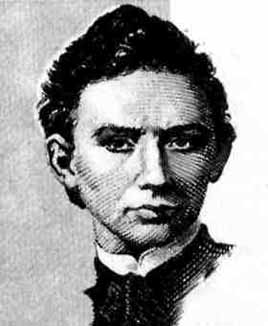
ボーヤイ・ヤーノシュ

ボーヤイ・ヤーノシュ（Bolyai János [ˈboːjɒiˌjɑ̈ːnoʃ], 1802年12月15日 - 1860年1月27日）はハンガリー領トランシルヴァニア（現ルーマニア領）出身のセーケイ人（ハンガリー人）数学者。
平行線公準を研究し、1835年、「ユークリッド第11公準を証明または反駁することの不可能の証明」において非ユークリッド幾何学の可能性を切り開き双曲幾何学を提唱した。現在、ニコライ・ロバチェフスキーと並んで、非ユークリッド幾何学の提唱者のひとりとして位置づけられている。

## 業績
数学者・詩人のボーヤイ・ファルカシュの子として生まれる。幼いころから数学に異常な才能を示し、13、4歳のころにはファルカシュの代わりに講義を行い、好評を博したという。父ファルカシュは息子を数学者として育てようとしたが、暮し向きが楽ではなかったため学費を充分に工面することができず、ヤーノシュはウィーンの工兵学校に進学した（1818年～23年）。卒業後はハンガリー陸軍の職業軍人となり、剣とヴァイオリンの腕前ではハンガリー軍随一という評判をとった。
ヤーノシュは、軍務のかたわらで数学研究も続けていた。父のファルカシュはドイツの偉大な数学者であるガウスの同窓生でありまた友人であり、自身も平行線公準を研究していたが、自信作をガウスに見せて間違いを指摘されて以降、この問題からは遠ざかっていた。ところがヤーノシュは父ファルカシュの知らぬ間に平行線の問題に取り組み、いくつかの結果を出し始めた。研究内容をファルカシュに知らせたところ、父は自分がこの問題で手痛い打撃を受けたという経験から、なんとか息子にこの研究をやめさせようとしたが、それでもヤーノシュはひるまなかった。
1826年ころには現在双曲幾何学とよばれる非ユークリッド幾何学のひとつを不十分ながら建設することができた。それまで否定的だったファルカシュも研究が正しい方向に進んでいることを聞かされて息子を評価するようになり「結果が出たならすぐにでも発表しなさい。ほかにも同じことを考えている人はいるのだから一刻でも早い方がよい」と早く発表することをうながした。最終的にこの論文は父親の『試論』という書物の中の付録として収録され、発表された。
ファルカシュはその抜き刷りをガウスに送って批評を請うた。ただ、ガウスからの返事は「論文を発表した息子さんの勇気を誉めたい。しかし息子さんを誉めることは私自身を誉めることになるでしょう。なぜならこの論文に書かれていることを私は20年以上前に得ていたのです。騒ぐ人がいるので発表しなかっただけなのです」というものであった。ファルカシュは息子がガウスと同様の水準に達した数学者となったとして喜んだが、当のヤーノシュはガウスの評価に落胆し、ガウスが自分の手法を盗んだのではないかとさえ疑った。しかし、ガウスが独自に同様の手法を発見していた事実を知り、大きな衝撃を受ける。また、この平行線問題はロシアのロバチェフスキーも長年研究していており、ヤーノシュ論文の数年前に論文を発表していたことをガウスから知らされた。ヤーノシュの論文は用いていた記号や論述が独特で読みにくく、一般に広がるには難しい側面を持っていたのに対して、ロバチェフスキーの論文の完成度はヤーノシュの論文を遥かに凌駕していた。こうした事態に直面したヤーノシュは猜疑心のあまり、ロバチェフスキーなどという人物は実在せず、それはガウスが自分を陥れるために捏造した架空の存在であるとさえ疑った。しかし、ロバチェフスキー論文の真価に気づくと、この方面の研究自体を一切止めてしまう。
1833年、学問にも人生にも絶望したヤーノシュは軍を退役し、祖母が遺してくれた屋敷において隠遁生活にはいった。1849年には結婚するが、1852年に離婚。数学と一般認識論の研究だけは細々と続けて多くのメモを残したが、その後はついに死去まで論文を公表することはなかった。
1860年1月27日、肺炎のため57歳で死去する。このように、生前には彼の業績はほとんど評価されなかったが、その後に非ユークリッド幾何学の研究が進むにつれて再評価されてこの分野の先駆者と認められるようになり、現在では双曲幾何学は「ボーヤイ・ロバチェフスキー幾何学」とも呼ばれるようになっている。
ボーヤイ父子についてはStackelの"Wolfgang und Johann Bolyai"に詳しい。一般的な書としてはLiwanovaの『新しい幾何学の発見』（のちに『ロバチェフスキーの世界』と改題）（東京図書刊行）に詳しい。
なお、トランシルヴァニアのクルージュ＝ナポカ市（コロジュヴァール市）の旧ハンガリー王立フェレンツ・ヨージェフ大学は、現在はルーマニア人の細菌学者ヴィクトル・バベシュとボーヤイ・ヤーノシュの名前に因んでルーマニア国立バベシュ＝ボーヤイ大学と命名されている。
1832年に発表した「空間論」（父親の著書の補稿として書かれた「空間の絶対的真性科学の証明のための補遺」）が、2009年にハンガリーによってユネスコ記憶遺産に申請され登録された。

## 文学
- 大魔王作戦（ポール・アンダースン）

魔法が科学的に扱える世界のSF作品。作中、主人公たちが地獄に侵攻することになるが、地獄の空間はゆがんでいることが予想され、道案内を頼むため非ユークリッド幾何学の大家の精霊を呼び出したときに彼が出現する。ちなみに同時にロバチェフスキーも出現、こちらは徳が高すぎるために地獄侵攻の表に立てず、ボヤイが猫に憑依して先頭に立つ。